# Na granicy (singel)
Na granicy – dwudziesty singel zespołu Lady Pank, został wydany na CD. Singel promował album Nasza reputacja. Muzyka została skomponowana przez Jana Borysewicza, a autorem tekstu jest Janusz Panasewicz. Do utworu nakręcono też teledysk (reż. Mariusz Palej). Kompozycja ta wzięła udział w koncercie premier XXXVII Krajowego Festiwalu Piosenki Polskiej w Opolu zajmując III miejsce. Singel został wydany kilka miesięcy wcześniej niż album, który swoją premierę miał 11 września 2000 roku.

## Skład zespołu
- Jan Borysewicz – gitara solowa
- Janusz Panasewicz – śpiew
- Kuba Jabłoński – perkusja
- Krzysztof Kieliszkiewicz – bas
- Andrzej Łabędzki – gitara

gościnnie:
- Patrycja Jopek – skrzypce
- Magdalena Specjał – skrzypce
- Ewa Bartmann – altówka
- Angelika Bielak – wiolonczela